# El Espino (Cotoca)
El Espino ist eine Ortschaft im Departamento Santa Cruz im südamerikanischen Andenstaat Bolivien.

## Lage im Nahraum
El Espino ist der neuntgrößte Ort des Kantons Cotoca im Municipio Cotoca in der Provinz Andrés Ibáñez. El Espino liegt auf einer Höhe von 330 m zehn Kilometer westlich des Río Grande, einem der längsten Flüsse im Binnenstaat Bolivien.

## Geographie
El Espino liegt im bolivianischen Tiefland östlich der Anden-Gebirgskette der Cordillera Central. Die Region weist ein subtropisches Klima mit ausgeglichenem Temperaturverlauf auf.
Die mittlere Durchschnittstemperatur der Region liegt bei 24 °C, die Monatswerte schwanken nur unwesentlich zwischen 20 °C im Juli und 26 °C im Dezember (siehe Klimadiagramm Santa Cruz). Der Jahresniederschlag beträgt etwa 1000 mm, die monatlichen Niederschläge liegen zwischen unter 50 mm in den Monaten Juli und August und über 150 mm im Januar.

## Verkehrsnetz
El Espino liegt in einer Entfernung von 42 Straßenkilometern östlich von Santa Cruz, der Hauptstadt des Departamentos.
Von Santa Cruz aus führt die asphaltierte Nationalstraße Ruta 4/Ruta 9 in östlicher Richtung zwanzig Kilometer bis Cotoca und erreicht nach weiteren sieben Kilometern Enconada. Von dort führt die Nationalstraße weiter nach Puerto Pailas, überquert den Río Grande und führt zur Stadt Pailón. Sieben Kilometer östlich von Enconada zweigt eine unbefestigte Landstraße in südlicher Richtung von der Ruta 4 ab und erreicht El Espino nach acht Kilometern.

## Bevölkerung
Die Einwohnerzahl der Ortschaft ist in dem Jahrzehnt zwischen den beiden letzten Volkszählungen um fast die Hälfte angestiegen:
| Jahr | Einwohner         | Quelle       |
| ---- | ----------------- | ------------ |
| 1992 | keine Detaildaten | Volkszählung |
| 2001 | 592               | Volkszählung |
| 2012 | 828               | Volkszählung |
| 2024 |                   | Volkszählung |

Die Region weist einen gewissen Anteil an Quechua-Bevölkerung auf, im Municipio Cotoca sprechen 17,8 Prozent der Bevölkerung Quechua.